# Fuentes de Ayódar
Fuentes de Ayódar (valencianisch: Les Fonts d’Aiòder) ist eine Gemeinde (Municipio) mit 95 Einwohnern (Stand: 2024) in der Provinz Castellón in der spanischen autonomen Region Valencia. 

## Geographie
Fuentes de Ayódar liegt etwa 28 Kilometer westnordwestlich der Provinzhauptstadt Castellón de la Plana und etwa 52 Kilometer nördlich von Valencia im Bezirk Alto Mijares in einer Höhe von ca. 505 m.

## Sehenswürdigkeiten

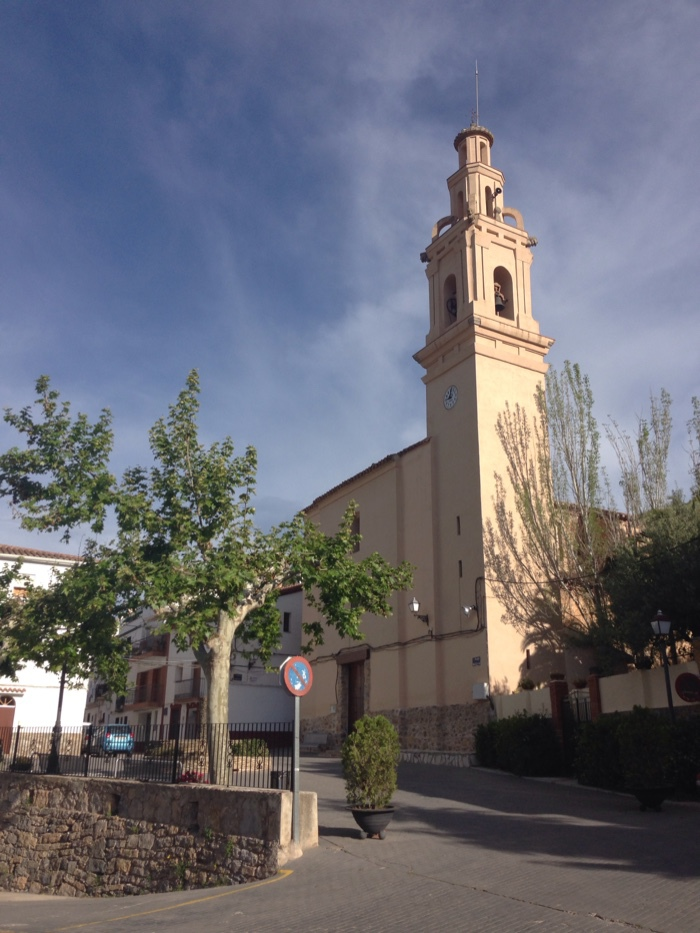
Rochuskirche

- Rochuskirche